# Przeobrażenie

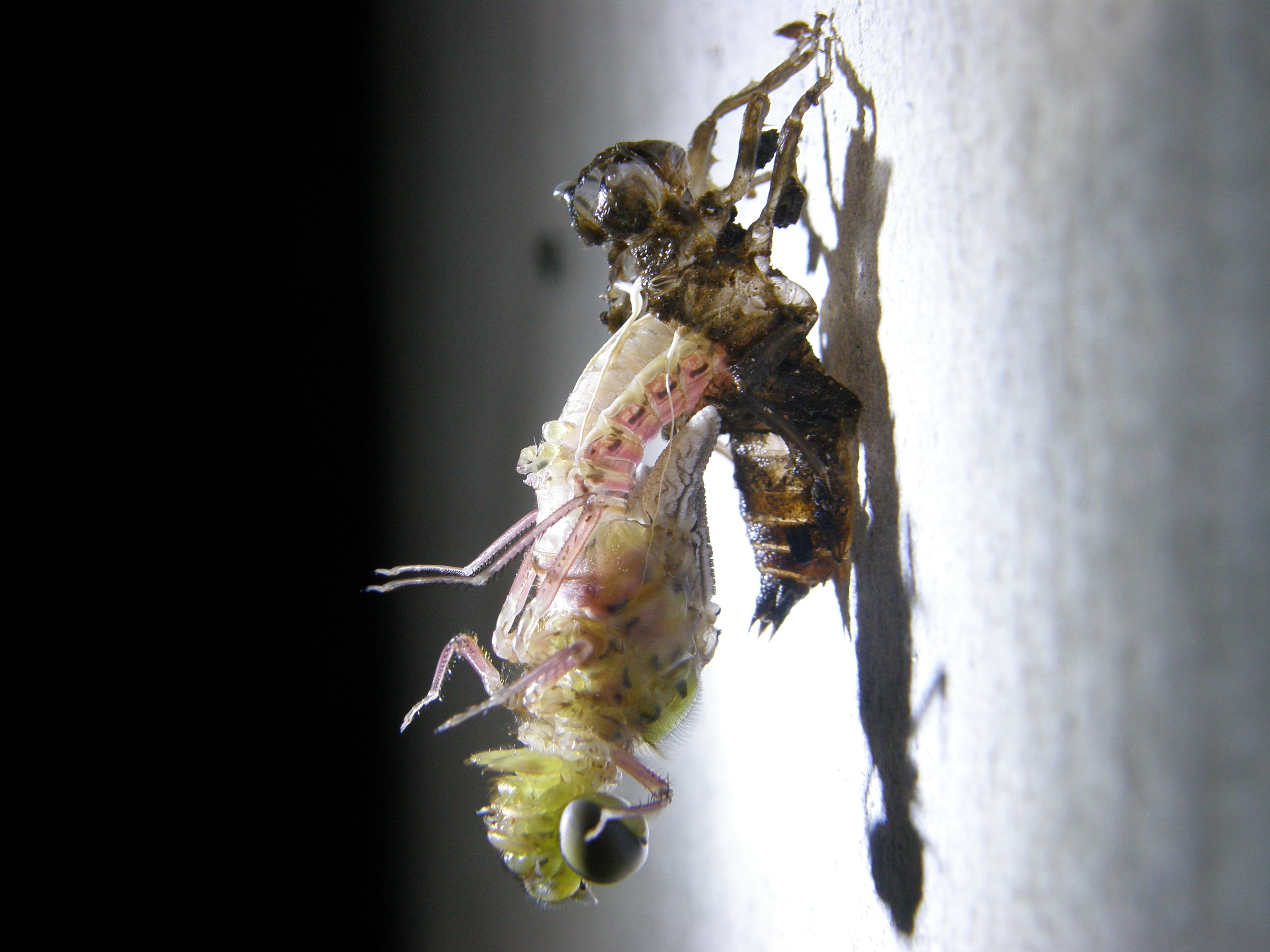
Metamorfoza ważki

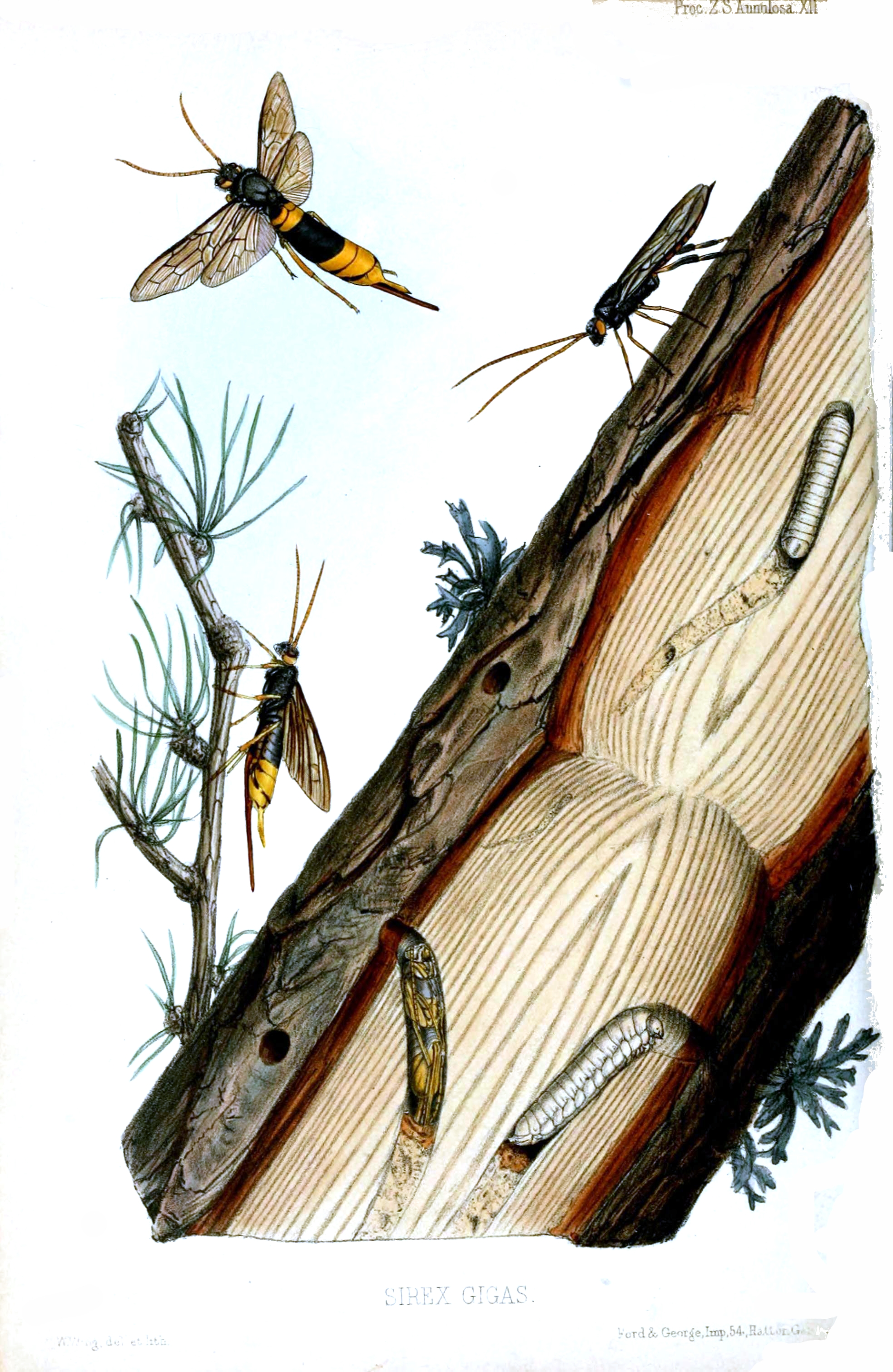
Stadia rozwojowe trzpiennika olbrzyma: larwa (po prawej), poczwarka (po lewej u dołu) i imago – po prawej u góry samiec, po lewej samice

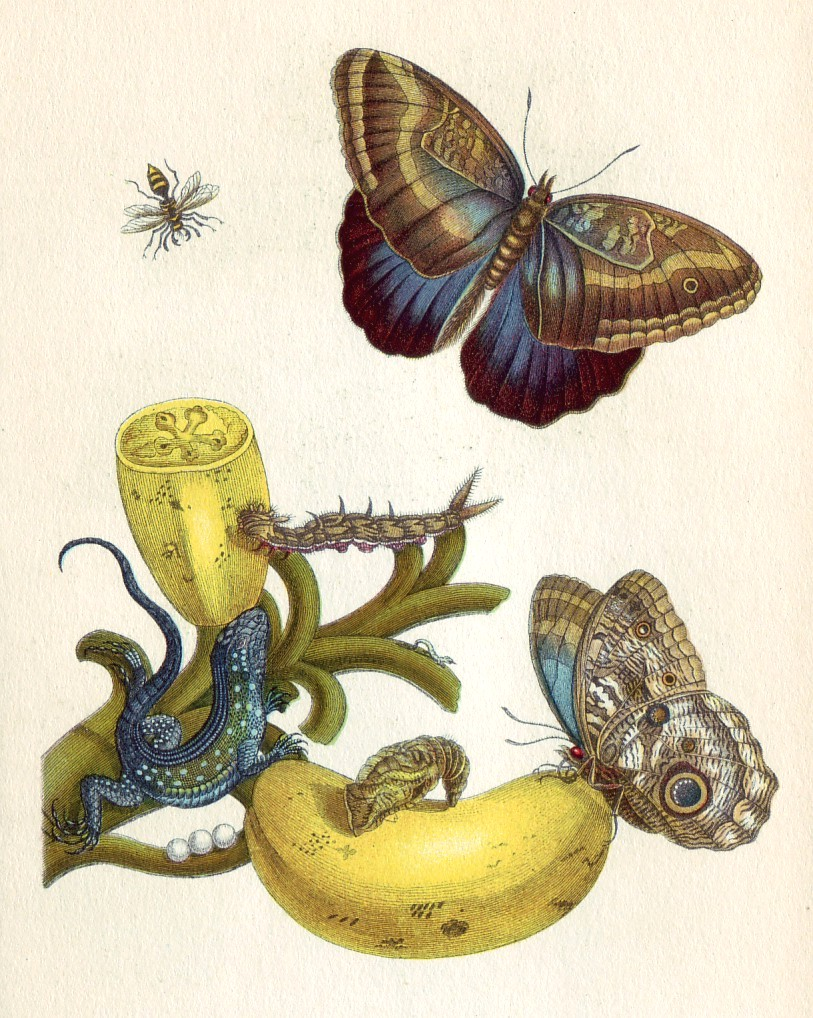
Sztych Marii S. Merian z Metamorphosis insectorum Surinamensium (1705)

Przeobrażenie, metamorfoza, metabolia albo rozwój pośredni – proces morfogenetyczny charakteryzujący się znacznymi zmianami w formie lub strukturze organizmu przechodzącego z jednego stadium rozwojowego do następnego. Terminy te są najczęściej używane dla określenia procesu zachodzącego w rozwoju postembrionalnym, podczas którego zwierzę przechodzi przez jedno lub kilka stadiów młodocianych zanim przeobrazi się w ostateczną, zdolną do reprodukcji postać dorosłą. Zachodzi u tych zwierząt, u których ostatnim etapem rozwoju zarodkowego jest wytworzenie wolno żyjącej formy młodocianej – larwy. Formy larwalne są charakterystyczne dla poszczególnych grup systematycznych. 
Nazwa metamorfoza pochodzi od greckiego μεταμόρφωσις (metamorphosis), które powstało z połączenia μετα- (meta) oznaczającego „po” i μορφή (morfe) – „kształt”.
Jedną z pierwszych osób, które znacząco przyczyniły się do poznania procesu metamorfozy wielu gatunków zwierząt była niemiecka przyrodniczka Maria Sibylla Merian (1647–1717).
Metamorfoza zachodzi przede wszystkim u zwierząt bezkręgowych oraz u niektórych kręgowców – kręgouste, niektóre ryby i płazy. Procesy metamorfozy są regulowane hormonalnie.
W procesie przeobrażenia zmienia się budowa zewnętrzna organizmu (forma, postać ciała) oraz budowa wewnętrzna (struktura). Zwykle następuje wielokrotny wzrost masy ciała oraz przebudowa tkanek. U większości taksonów zanikają narządy  charakterystyczne dla larw (tzw. narządy larwalne, cenogenetyczne) i pojawiają się narządy definitywne, nieobecne u larw, a funkcjonujące u osobników dorosłych. Narządy występujące zarówno u larw, jak i u form dorosłych rozwijają się stopniowo.
W różnych grupach zwierząt przebieg przeobrażenia przyjmuje różne formy: od prostego (u prostoskrzydłych), przez obejmujące kilka stadiów, po bardzo skomplikowane przez występowanie kilku form (u pasożytów). 
Metamorfoza owadów następuje za sprawą ekdyzonu – hormonu wywołującego linienie – oraz hormonu juwenilnego. W cyklu rozwojowym owadów, w zależności od charakteru zmian, jakim ulega larwa przekształcająca się w imago, wyróżniane są: 
- ametabolia – przeobrażenie proste (rozwój prosty, bez przeobrażenia),
- hemimetabolia – przeobrażenie niezupełne owadów,
  - prometabolia – szczególny przypadek hemimetabolii, w którym występuje liniejące stadium uskrzydlone – subimago,
- holometabolia – przeobrażenie zupełne owadów,
  - hipermetabolia – nadprzeobrażenie, szczególny przypadek holometabolii.

U niektórych owadów następuje przeobrażenie regresywne – wtórny zanik narządów.
U skorupiaków najczęściej wyróżniane są 3 formy przeobrażenia:
- epimorfoza – rozwój prosty, postać wylęgająca się z osłon jajowych jest podobna do postaci dorosłych,
- anamorfoza – osłony jajowe opuszcza nauplius lub metanauplius, w trakcie kolejnych linień pojawiają się kolejne segmenty ciała i ich przydatki, aż do osiągnięcia postaci dorosłej,
- metamorfoza – o różnym stopniu skomplikowania, ze zróżnicowanymi stadiami larwalnymi.

Przeobrażenie płazów zachodzi pod wpływem hormonów tarczycy.